# Gastone de Murols
Gastone de Murols (  – 1172) a Jeruzsálemi Szent János Ispotályos Lovagrend auvergne-i származású nagymestere volt Jeruzsálemben. Elődje Gilbert d’Aissailly volt, akitől a tisztséget 1170-ben vette át. 1172-ben meghalt, utóda Szíriai Joubert lett.
Egy német zarándok, a Würzburgból származó Teodor, 1172-ben járt Jeruzsálemben, és meleg szavakkal emlékezett meg a rend ezerágyas kórházáról és a személyzet állhatatos munkájáról.